# SN 2006gy
Az SN 2006gy az eddig megfigyelt legnagyobb abszolút fényességű szupernóva. 2006. szeptember 18-án fedezte fel Robert Quimby és P. Mondol az NGC 1260 spirálgalaxisban, magjától mintegy 2 ívmásodpercre. A szupernóva a fényessége maximumát 70 nap alatt érte el (ellentétben az többi szupernóva néhány napos-néhány hetes felfutásával), legnagyobb luminozitása az átlagos szupernóvákénak mintegy 100-szorosa volt, ami megfelelt 50 milliárd Nap fényességének.
Bár a robbanás folyamatát nem értjük teljesen, valószínű, hogy egy extrém nagy, mintegy 140-250 naptömegű hiperóriás csillag robbant fel. A robbanás mikéntjére több elméletet is gyártottak. Az egyik szerint az igen nagy tömegű csillagok életük folyamán párkeltéssel egymás után többször (akár hatszor is) héjakat dobnak le magukról, így könnyítve az instabilitásukat okozó nagy tömegen. A szupernóvát ilyen esetekben a két egymás után ledobott héj eltérő sebesség miatti ütközése és így felizzása okozza. Az elmélet szerint SN 2006gy esetében több héj ütközése egyszerre zajlott volna le. A robbanások után megmaradó objektum a modell szerint még mindig 40 naptömegnyi, nukleáris fűtőanyagának kimerülése után, magja összeroppanván, gammakitöréssel semmisül meg. Mivel az ilyen nagy tömegű csillagok a korai univerzumban sokkal gyakoribbak voltak, kellő teljesítményű távcsővel (a tervezett James Webb űrtávcső erre már alkalmas lesz) megfigyelhetőek.
Egy másik elmélet szerint egy csillaghalmaz két, egyenként is igen nagy tömegű csillaga ütközött egymással, és olvadt egybe, de az így keletkezett igen nagy tömegű objektum nem maradhatott stabil, azonnal felrobbant. A szupernóva kellő elhalványulása után a megadott pozícióban valóban találtak egy nagy tömegű csillaghalmazt, bár ez a szupernóvák esetében nem ritka.